# Gampong Blang (Pandrah)
Gampong Blang is een bestuurslaag in het regentschap Bireuen van de provincie Atjeh, Indonesië. Gampong Blang telt 309 inwoners (volkstelling 2010).